# Nebrioporus insignis
Nebrioporus insignis är en skalbaggsart som först beskrevs av Johann Christoph Friedrich Klug 1834.  Nebrioporus insignis ingår i släktet Nebrioporus och familjen dykare. Inga underarter finns listade i Catalogue of Life.